# Copiapoa cinerea
Copiapoa cinerea ist eine Pflanzenart aus der Gattung Copiapoa in der Familie der Kakteengewächse (Cactaceae). Das Artepitheton cinerea stammt aus dem Lateinischen, bedeutet ‚aschgrau‘ und verweist auf die Farbe der Triebe.

## Beschreibung
Copiapoa cinerea wächst einzeln später von der Basis her oder kurz darüber verzweigend und Gruppen bildend. Die kugeligen bis zylindrisch geformten Triebe sind äußerst variabel. Sie sind bis zu 1,3 Meter hoch, grau mit einer weißen Wachsschicht. Die 12 bis 37 Rippen sind breit und stumpf. Die Dornen sind sehr variabel in Färbung, Farbe und Länge. Ein bis zwei Mitteldornen sind 1,3 bis 3,3 Zentimeter lang. Bis zu sieben Randdornen sind 0,5 bis 2 Zentimeter lang.
Die Blüten sind gelb bis gelb mit rosafarbenem oder auch rotem Hauch. Sie sind 1,5 bis 2,5 Zentimeter lang und messen bis zu 2,5 Zentimeter im Durchmesser. Die cremefarbenen, rosa oder bis rötlichen Früchte weisen wenige Schuppen auf.

## Verbreitung, Systematik und Gefährdung
Copiapoa cinerea ist in Chile in der Region Antofagasta zwischen Paposo bis nach Chañaral meist küstennah verbreitet.
Die Erstbeschreibung als Echinocactus cinereus erfolgte 1860 durch Rudolph Amandus Philippi. Nathaniel Lord Britton und Joseph Nelson Rose stellten die Art 1922 zu der von ihnen aufgestellten Gattung Copiapoa.
Es werden folgende Unterarten unterschieden:
- Copiapoa cinerea subsp. cinerea
- Copiapoa cinerea subsp. columna-alba (F.Ritter) D.R.Hunt
- Copiapoa cinerea subsp. krainziana (F.Ritter) Slaba

In der Roten Liste gefährdeter Arten der IUCN wird die Art als „Least Concern (LC)“, d. h. als nicht gefährdet geführt.

## Nachweise